# Sus scrofa riukiuanus
Sus scrofa riukiuanus is een kleine ondersoort van het wild zwijn die voorkomt op de Japanse Riukiu-eilanden.